# Pedro Sánchez de Ezpeleta
Pedro Sánchez de Ezpeleta fue un impresor zaragozano de la segunda mitad de siglo xvi, en cuyos talleres se editaron, entre otras obras, Libro de la practica iudiciaria del Reyno de Aragon (1575), algunas de Pedro Simón Abril como las Accusationes in Verrem (1574) y los Elementos de gramática latina (1576); también salió de sus talleres la obra de Miguel Berenguer, De arte computi libellus (1577).
Su hijo, también Pedro Sánchez de Ezpeleta, fue iluminador y pintor. 